# 屈尔日
屈尔日（法語：Curgies，法語發音：[kyʁʒi]）是法国上法蘭西大區北部省的一个市镇，位于该省东部，属于瓦朗谢讷区。

## 地理
屈尔日（50°19'46"N, 3°36'11"E）面积6.08 平方千米，位于法国上法蘭西大區北部省，该省份为法国最北部的省份及最长的省份，西北濒北海，西接加来海峡省，南至埃纳省和索姆省，东与比利时接壤。
与屈尔日接壤的市镇（或旧市镇、城区）包括：埃特勒、索尔坦、瑟堡、维莱波勒、让兰、普雷佐。

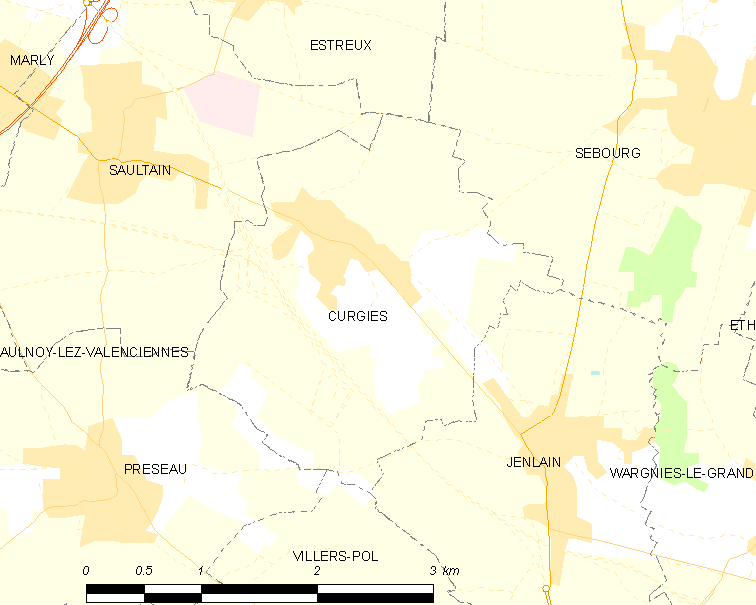
屈尔日的OSM定位图

屈尔日的时区为UTC+01:00、UTC+02:00（夏令时）。

## 行政
屈尔日的邮政编码为59990，INSEE市镇编码为59166。

## 政治
屈尔日所属的省级选区为马尔利县。

## 人口

1962-2008年间屈尔日人口变化图示

屈尔日于2022年1月1日时的人口数量为1351人。